# Municipio de Otter Creek (condado de Jackson)
El municipio de Otter Creek (en inglés: Otter Creek Township) es un municipio ubicado en el condado de Jackson en el estado estadounidense de Iowa. En el año 2010 tenía una población de 664 habitantes y una densidad poblacional de 7,13 personas por km².

## Geografía
El municipio de Otter Creek se encuentra ubicado en las coordenadas 42°14′42″N 90°41′38″O / 42.24500, -90.69389. Según la Oficina del Censo de los Estados Unidos, el municipio tiene una superficie total de 93.07 km², de la cual 92,89 km² corresponden a tierra firme y (0,19 %) 0,18 km² es agua.

## Demografía
Según el censo de 2010, había 664 personas residiendo en el municipio de Otter Creek. La densidad de población era de 7,13 hab./km². De los 664 habitantes, el municipio de Otter Creek estaba compuesto por el 98,95 % blancos, el 0,45 % eran asiáticos y el 0,6 % eran de una mezcla de razas. Del total de la población el 0,9 % eran hispanos o latinos de cualquier raza.